# 真北路站
真北路站位于上海普陀区长征镇金沙江路真北路，车站主体位于金沙江路路面下，路口东侧，呈近东西向。为上海轨道交通13号线一期的地下车站。

## 车站结构

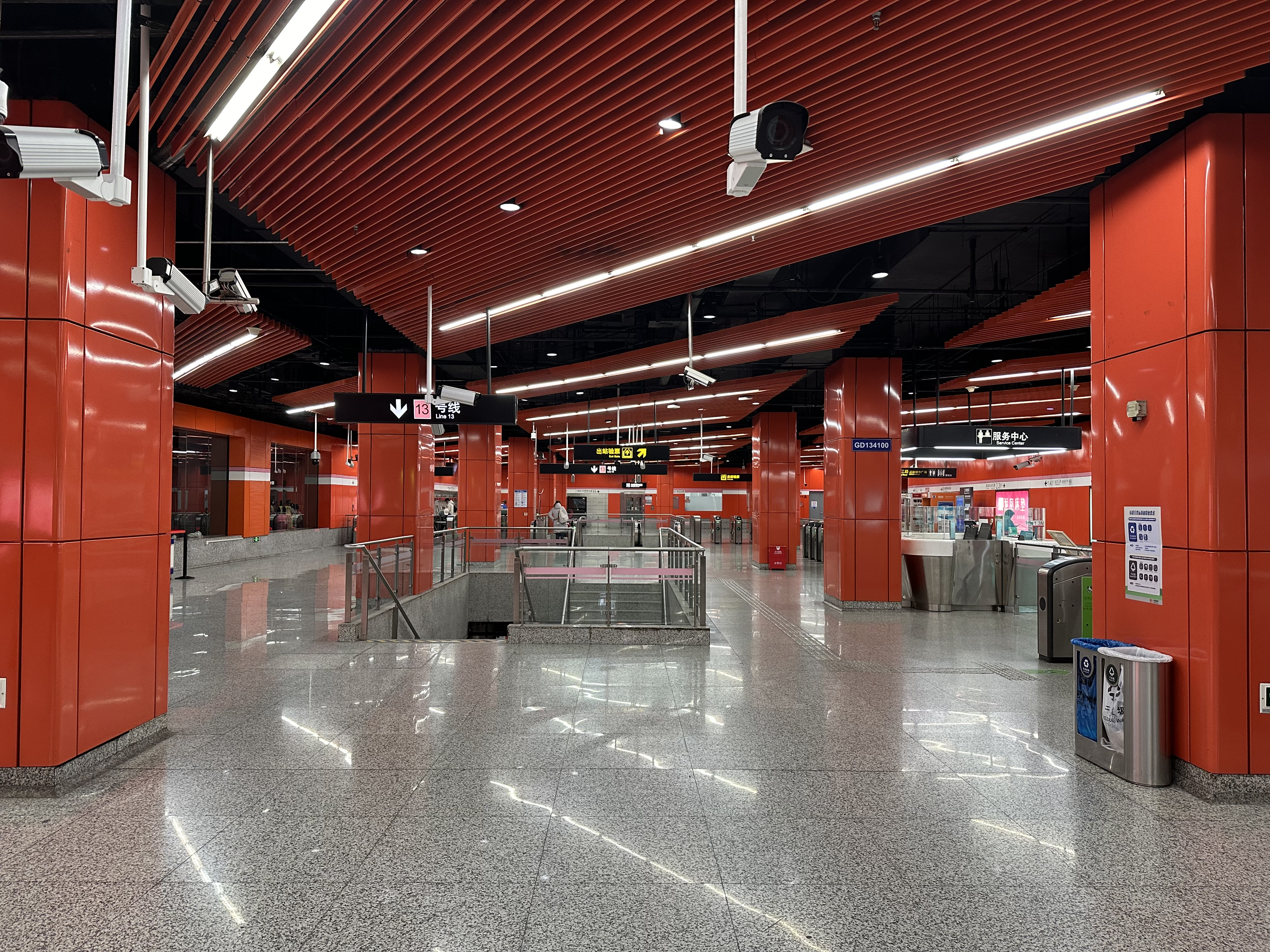
站厅

### 车站楼层
真北路站共有3层。地面为车站出口，地下一层为车站大厅，地下二层为13号线站台。本站设有2个站台，共同使用一个岛式站台。其中一个供往金运路方向列车使用，另一个供往张江路方向列车使用。
| 地面层   | 出入口             | 无障碍电梯出入口                            |  |  |
| 地下一层 | 站厅               | 1-4出入口、票务服务、自动售票机、人工服务台 |  |  |
| 地下二层 | ①站台              | █ 13号线 往金运路（祁连山南路）             |  |  |
|          | 岛式站台，左侧开门 |                                             |  |  |
|          | ②站台              | █ 13号线 往张江路（大渡河路）               |  |  |

### 车站出口
真北路站共有4个出入口，4个出入口均与站厅位于同一层，通向近铁城市广场南北下沉广场，需通过商场楼扶梯前往地面，地面仅设无障碍电梯出入口，各出入口如下所示：
| 出口编号            | 出口指示                           | 照片 |
| ------------------- | ---------------------------------- | ---- |
| 1 · 出口            | 金沙江路，近铁城市广场北座         |      |
| 2 · 出口 · （设有） | 金沙江路，真北路，近铁城市广场南座 |      |
| 3 · 出口            | 金沙江路，真北路，近铁城市广场北座 |      |
| 4 · 出口            | 近铁城市广场南座                   |      |
| 图例： 设有         |                                    |      |

## 公交换乘
158、216、551、739、750、766、807、827、846、长风环线

## 车站历史
2012年12月30日：真北路站启用。